# El Marqués (Caracas)
El Marqués es una urbanización ubicada en el noreste de la ciudad de Caracas. Se encuentra ubicada en la Parroquia Petare, del Municipio Sucre del Estado Miranda.

## Historia
El Marqués Don Francisco de Aranaz Berroterán y Gainza ("Marqués" del Valle de Santiago y Gobernador y Capitán General de Venezuela en dos ocasiones) nacido en Irún, Guipúzcoa, España, el año de 1661,.... dueño y señor de los terrenos donde hoy se levanta la urbanización (El Marqués), ubicada al noreste del Valle de Caracas falleció en esta ciudad el año de 1713. Era dueño de la Quebrada La Vega, ubicada en las faldas del Avila, diagonal a la zona de El Marqués y debido a que estas tierras le pertenecían, es de suponer que en honor a él, se debe el nombre de la urbanización que hoy llamamos "El Marqués".Yayitta Rainiero

La urbanización El Marqués fue fundada como urbanización campestre ubicada a las afueras de Caracas a inicios de la década de 1940. En esa época se desarrolló con residencias unifamiliares y al pasar de los años aumentó su densidad poblacional con la construcción edificios residenciales y comerciales. 
Actualmente es una urbanización de carácter principalmente residencial.
Su desarrollo fue paralelo con el de la urbanización "Los Dos Caminos", donde tiene sede la vecina Parroquia "Leoncio Martínez".
Entre las principales arterias viales que atraviesan la urbanización se encuentra la Avenida Rómulo Gallegos, una de las más importantes del municipio Sucre, y que tiene un trayecto de doble sentido este-oeste, que junto con la Avenida Sanz, que atraviesa la urbanización de norte a sur, constituyen las avenidas de principal afluencia y distribución de El Marqués.
En la urbanización se encuentra una diversidad de instrucciones educativas, como los colegios "San Agustín", "María Santísima", "Madre del Divino Pastor", "Bolívar y Garibaldi", "Manuel Muñoz Tebar", así como el Colegio de Optometristas de Venezuela, y el Instituto Venezolano de la Audición y el Lenguaje.
La urbanización cuenta en su extensión con dos parques de recreación: el Parque La Aguada y el Parque Sanz. Así como acceso al parque nacional El Ávila.
El Metro de Caracas sirve la zona en su extremo sur a través de la estación "La California", la cual brinda una entrada directa al Unicentro El Marqués, el centro comercial homónimo más importante de la urbanización.